# Location de voiture

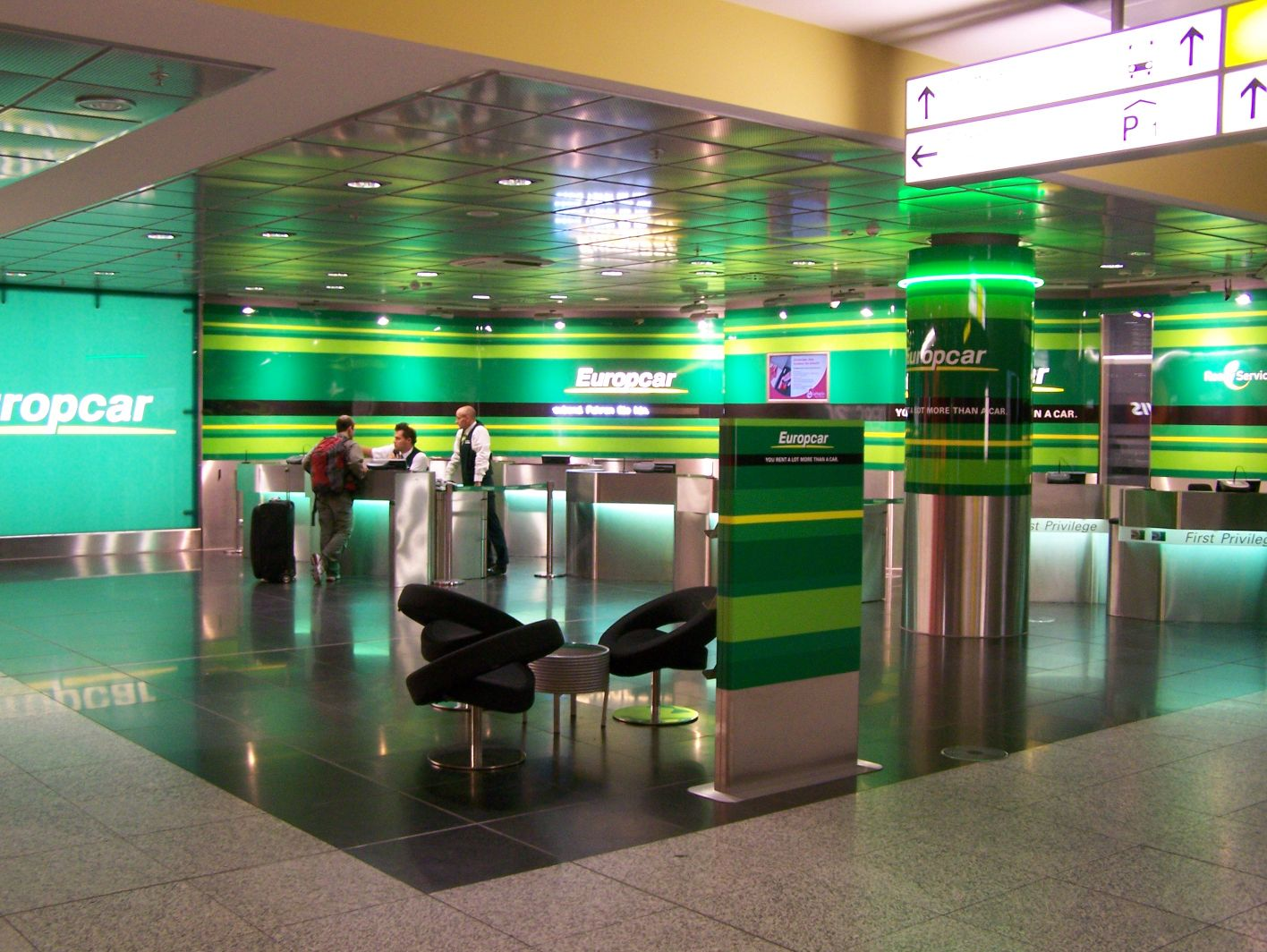
Europcar

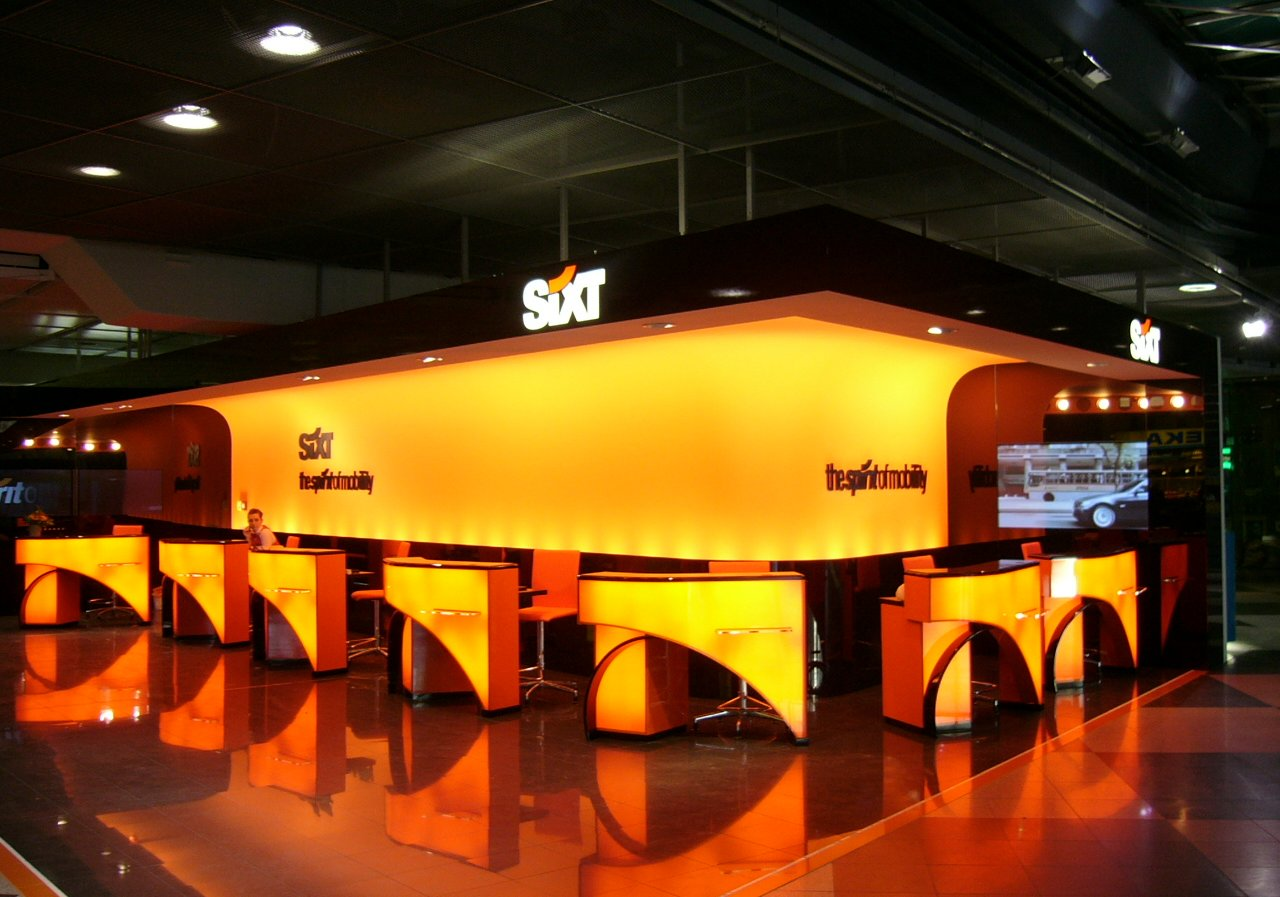
Sixt

La location de voiture courte durée (LCD) ou location de véhicule est un service proposé par une entreprise offrant aux clients la location des automobiles pour de courtes périodes pouvant aller de quelques heures à quelques semaines. Les sociétés de location sont souvent constituées de nombreuses agences locales permettant notamment aux clients de retourner leur véhicule à un endroit différent de celui de la prise en charge. Les agences de location sont situées pour la plupart dans les terminaux des aéroports, à proximité immédiate des gares et dans les centres-villes et la réservation peut se faire en ligne par l’intermédiaire d’un site web.
La location de voiture répond à plusieurs cas de besoin : un besoin temporaire de ceux qui ne possèdent pas leur propre véhicule, un besoin de véhicule de remplacement à la suite de l'immobilisation de leur automobile, un besoin de véhicule de complément après un voyage en train ou en avion. 
En plus de la mise à disposition d’un véhicule, les agences proposent aussi de réserver des produits et services supplémentaires tels que : assurances, conducteur additionnel, systèmes de navigation GPS, sièges enfants, chaînes ou pneus neige, ou encore la mise à disposition du véhicule à l’hôtel.

## Historique
L’une des premières références à location de voiture se trouve dans The Minneapolis Journal du 22 juillet 1904, dans lequel un magasin de vélo propose dans une campagne publicitaire la location d’automobiles. Huit ans plus tard, en 1912 la société allemande Sixt créée par Martin Sixt commence son activité de location en proposant sept véhicules. 
En 1916, Joe Saunders commence son activité de location à Omaha dans le Nebraska avec une seule Ford Modèle T et en 1917, son entreprise, la Ford Livery Company, louait 18 Ford Modèle T à 10 cents par mile. Après avoir convaincu ses trois frères et son père de le rejoindre, l’entreprise change de nom pour devenir Saunders Drive-It-Yourself puis Saunders System. En 1926, Sauders System opérait dans 56 villes et l’entreprise est rachetée  en 1955 par Avis pour un montant de 500 000 dollars.
Un concurrent de Saunders à ses débuts est Jacob L. Walter, dont la société Rent-a Car ouvre en 1918 à Chicago avec douze Ford Modèle T. L’entreprise est rachetée par John D. Hertz en 1923.
En Angleterre, la location de voiture prit son essor en 1920 grâce à Godfrey Davis. Son entreprise a été rachetée par Europcar en 1981
Le secteur d’activité connait une expansion rapide aux États-Unis et en 1926, l’association américaine Driveurself rassemble plus de 1200 délégués à Chicago.
Après la Seconde Guerre mondiale , l’essor du tourisme conduit à la création de plusieurs sociétés internationales bien connues telles que Avis (1946), National Car Rental (1947), Europcar (1949), Enterprise Rent-A-Car (1949), Thrifty Rent A Car (1958), et Budget (1958).
En France en 2015, le marché de la location courte durée pesait selon le Conseil national des professions de l'automobile (CNPA) 3,2 milliards d’euros et enregistrait 20 millions de locations
Depuis 2015 sont apparues des nouveaux modèles de service de location de voiture sans agence :
- modèle autopartage entre particuliers type Drivy
- modèle autopartage en boucle fermé type Drivy Connect (le véhicule est disponible à la location sur son emplacement de parking et le smartphone fait office de clés pour déverouiller les portes et démarrer le véhicule)
- modèle de location incluant le service de livraison et récupération du véhicule

## Modèle économique
Les entreprises de location de voitures exploitent des flottes de véhicules qu’elles louent ou achètent pour ensuite les louer à leurs clients moyennant une rémunération. Les flottes de véhicules peuvent être organisées de différentes façons. Les véhicules peuvent être une propriété directe (ceux-ci sont reconnus comme des « véhicules à risque » parce que l’exploitant prend un risque sur la revente ceux-ci une fois retirés du service), ils peuvent être loués  ou ils peuvent être détenus via un contrat de vente « Buy back » convenu directement avec un fabricant automobile ou la branche financière de celui-ci. Ces véhicules sont appelés « véhicules de rachat » car les fabricants définissent les prix exacts de la vente d’origine et de rachat à la fin d’une période déterminée.
Outre les entreprises renommées de location détenant leur propre flotte de véhicules, de nouveaux modèles économiques ont émergé ces 10 dernières années avec l’apparition de nouveaux acteurs sur le marché de la location de voiture comme les constructeurs automobiles qui proposent à la location les véhicules de leurs concessions ou encore les enseignes de la grande distribution.  
Avec l'émergence d’Internet de nombreux nouveaux acteurs présents uniquement en ligne et ne disposant pas de parcs automobiles sont apparus comme les courtiers en location de voiture qui négocient les tarifs auprès des loueurs, les comparateurs de location de voiture ou encore les modèles basés sur l’économie collaborative avec l’autopartage entre particuliers.
Les services de location entre particuliers sont bien établis, notamment avec Turo (anciennement Ouicar, une filiale de la SNCF)  et Drivy.

## Types de véhicules
La plupart des loueurs propose à la location des gammes de véhicules de différentes tailles pour répondre à une variété de budgets et de besoins. Ils répondent aussi aux demandes spécifiques en proposant des véhicules comme des cabriolets, des modèles de luxe, des véhicules hybrides et électriques, des SUV ou encore des utilitaires.
Lors de la réservation d‘un véhicule de location il n’est généralement pas possible de réserver un modèle précis mais une catégorie de véhicule. Pour permettre une classification uniforme ainsi qu’une comparaison facile des prix, l’Association of Car Rental Industry Systems and Standards (Acriss) a mis au point un système de classification des véhicules connu sous le nom de classification ACRISS. Ce code de 4 lettres permet de décrire la taille du véhicule, le nombre de portes, le type de boîte de vitesses (manuelle ou automatique) et si le véhicule est équipé ou non de la climatisation. La première lettre représente la catégorie du véhicule (par ex. M pour mini, E pour économique, C pour compacte). La seconde lettre indique le nombre de portes du véhicule (par ex. B pour 2-3 portes, C pour 2 ou 4 portes, D pour 4-5 portes). La troisième lettre est généralement utilisée pour indiquer le type de transmission mais elle peut aussi être utilisée pour décrire le nombre de roues motrices. Enfin la quatrième informe si le véhicule est équipé ou non de l’air conditionné mais peut aussi indiquer le type de carburant du véhicule.

## Conditions de location
Les locations de voiture sont soumises à de nombreuses conditions qui varient d’un pays à l’autre et d’une entreprise à une autre. Le véhicule doit être restitué dans le même état  que lors de la prise en charge, et souvent ne pas excéder les restrictions de kilométrage, sans  quoi cela occasionnera des frais supplémentaires.
Pour des motifs d’assurances, les entreprises exigent un âge minimum et dans certains cas un âge maximum pour louer une voiture. En France l’âge minimum est d’ordinaire de 25 ans et le locataire doit détenir un permis de conduire valide depuis au moins un an sans infraction majeure pour louer un véhicule de tourisme. Lors de la location d’un véhicule utilitaire un minimum de cinq années de permis peut être demandé. Il est cependant possible pour les personnes de moins de 25 ans et âgées d’au moins 21 ans de louer une voiture en s’acquittant de frais jeune conducteur,.
Dans certains pays un permis de conduire international peut être exigé. Il devra absolument être présenté avec le permis de conduire national pour être accepté par le loueur.
La majorité des loueurs exige une carte de crédit aux nom et prénom du conducteur principal pour le dépôt de garantie effectué lors de la prise en charge du véhicule par empreinte électronique.  Le montant du dépôt de garantie n'est habituellement pas encaissé mais il peut l’être en cas d’accident, de dommages constatés lors de la restitution du véhicule, pour les péages routiers non réglés, pour des amendes liées à des infractions routières ou encore si le véhicule est rendu sans faire le plein. De moins en moins de loueurs acceptent le dépôt de garantie en argent liquide ou en chèque.

## Assurance/Exclusions
Le loueur est contraint de souscrire au minimum un contrat couvrant l’assurance de responsabilité civile, communément appelé assurance au tiers, qui couvrira les dommages corporels et matériels que le locataire du véhicule pourrait causer à ses passagers ou à des tiers. Des garanties dommages aux véhicules et vol peuvent être incluses dans le forfait global de la location laissant à la charge du locataire le règlement d’une franchise en cas de responsabilité totale ou partielle du conducteur dans un accident ou de vol du véhicule de location. Ces assurances sont souvent nommées “avec franchise” par les loueurs. De nombreuses entreprises de location proposent à leurs clients des assurances complémentaires et facultatives permettant le rachat partiel ou total de la franchise. Le locataire peut aussi bénéficier du remboursement intégral de la franchise par l’assurance de sa carte de crédit s’il a réglé sa location de voiture avec une carte de crédit spécifique.
Les différents  types d’assurances complémentaires qui peuvent être proposées lors de la location de voiture, :
- L’assurance Collision Damage Waiver (CDW) ou Loss Damage Waiver (LDW) ou Deductible Extended Waiver (DEW) : cette assurance couvre le rachat partiel (CDW) ou total (LDW) de la franchise si le conducteur est responsable d’une collision entraînant  des dommages sur le véhicule. Pour bénéficier  du remboursement le locataire devra fournir un constat à l’amiable rempli et signé. Cette assurance ne couvre généralement pas les dommages causés en dehors d’une collision avec un autre véhicule.

- L’assurance Theft Protection Coverage (TPC) ou  Thieft Protection (TP) ou Thieft Protection Waiver (TPW) : cette assurance couvre le rachat partiel de la franchise en cas de vol du véhicule.

- L’assurance Super Thieft Protection (Super TP) : cette assurance couvre une part importante de la franchise voire son rachat total en cas de vol du véhicule. Pour être remboursé de la franchise, le locataire doit déclarer le vol du véhicule au loueur et déposer plainte auprès des autorités de police. À la suite du vol, Il devra fournir dans les 48 heures au loueur les clés du véhicule ainsi que le dépôt  de plainte.

- L’assurance Super Cover : Cette assurance permet le rachat total de la franchise en cas d’accident ou de vol du véhicule. Certaines cartes bancaires (Visa Premier/MasterCard Gold/American Express, etc.) vous dispensent de souscrire à cette assurance. En payant au moyen de ces cartes, en cas de vol ou d'accident responsable ou sans tiers identifié, vous pouvez vous faire rembourser du montant de la franchise[26].

- L’assurance pneus et bris de glace : n’étant pas incluse  dans l’assurance couvrant les dommages sur le véhicule, cette assurance permettra, en règle générale, le rachat total de la franchise en cas de dommages causés sur les pneus et vitres du véhicule.

- L’assurance toit et dessous de caisse : ces dommages n’étant pas non plus inclus dans l’assurance couvrant les dommages sur le véhicule, cette assurance permettra le rachat total de la franchise en cas de dommages causés sur le toit et le dessous de caisse du véhicule.

- L’assurance Personal Accident and Baggage Insurance (PAI ou Super PAI) : Cette assurance couvre les dommages corporels du conducteur et des personnes transportées . Elle permet une couverture des frais d’invalidité, de décès ainsi que les dépenses médicales et techniques. Elle est souvent déjà incluse dans les assurances de voyage  ou celles fournies par les cartes de crédit spécifiques utilisées pour le paiement de la location de voiture. La Super PAI couvrira en plus les bagages et effets personnels transportés dans le véhicule en cas de vol, incendie, accident ou catastrophe naturelle.

- L’assurance Supplemental Liability Insurance (SLI) : cette assurance est souvent proposée par les loueurs de certains États aux USA comme la Californie afin d’augmenter le montant de la responsabilité civile et de bénéficier d’une couverture convenable en cas de dommages causés à des tiers.